# Tiszavirág
A tiszavirág (Palingenia longicauda) nevével ellentétben nem növény, hanem egy rövid életű kérészfaj, amely a szárnyas rovarok (Pterygota) alosztályába, az ősszárnyúak (Palaeoptera) alosztályágába, a kérészek (Ephemeroptera) rendjébe, annak tiszavirágok (Palingengidae) családjába tartozik. A fajt a modern zoológiába 1791-ben Guillaume Olivier vezette be Ephemera longicauda néven. Tökéletlen átalakulással (hemimetamorfózis) fejlődnek ki, ugyanis a kérészeknek nincs bábállapotuk.
Amikor a tiszavirág befejezi a folyó üledékében töltött hároméves lárvaéletét, imágóként kifejlődve 8-12 centiméter hosszú, szárnyfesztávolsága eléri a 6-7 centimétert. Európában a legnagyobb kérészfaj. Lárvái Magyarországon, a Tisza leszakadó peremű agyagos partszakaszain, vízalatti telepeken élnek nagy tömegben.
Rövid és szenvedélyes vízfeletti életük és tömeges rajzásuk (kirepülésük, násztáncuk, párzásuk, peterakásuk, pusztulásuk), egyedülálló természeti látványosság, aminek az elnevezése tiszavirágzás. Minden évben rendszeres turistalátványosság a Tiszán és mellékfolyóinak néhány napsütötte szakaszán.

## Előfordulása, élőhelye
A tömeges násztáncot járó kérészekről, már az ókorban említést tett Arisztotelész, aki ephemeronnak, „egynapinak” nevezte őket.  A Palingenia longicauda kérészfaj korábban Európa síkvidéki folyóinak többségében előfordult, ma a legtöbb helyen már kihalt (a Loire-ból 1922-ben, a Rajnából 1952-ben). A 20. század végére elterjedési területe leginkább a Tisza vízgyűjtő területére és néhány, kisebb folyóra korlátozódott (pl.  Prut, Rába, Duna mellékága Gönyűnél). A faj igazi magyar különlegesség amiatt, hogy mára már csak a Tiszában és mellékfolyóin található meg tömegesen.
A lárvák a szerves anyagban viszonylag szegény agyagos aljzatot kedvelik, ahol az a meghatározó és fontos, hogy a part, ill. a partközeli mederfenék meredek legyen, és az áramló víz kellő sebességet érjen el, ami megakadályozza, hogy az agyagra iszap rakódjon, és ami kellő mennyiségű oxigént szállít a lárvák számára. A legtöbb lárva a 3–4 mm átmérőjű szemcsés, morzsalékos, törmelékes agyagban található. U alakú járataik jellemzően 15–17 cm mélységig hatolnak a folyómeder falába, de találtak lárvákat 25–30 cm (extrém esetben akár 50 cm) mélységben is. A járatokat elsősorban a vízszint alatti 1-7 méteres sávban alakítják ki, de néha a meder aljáig is elérnek. A vízszint ingadozásával a felső telepek szárazra kerülhetnek, ilyenkor a lárvák általában az alsóbb régióba vándorolnak.
Az egészszen Kerek, és cilinder formájú lyukok egyenes horizontális lineában eggy forma távúlságra feküsznek eggymástól, oljan szép rendszerint elosztva, és eggymásmellé rakva, hogy ha a' föld fejér, és nem kékes fekete vólna, méh sejteket gondolnál látni, tsak hogy a' méh sejtek hézakjai mind eggy formák, ezek pedig mennél alább annál, a' mint feljebb éréntém kissebbek. — A' lyukaknak mélysége mintegy hat vagy hét hüvelyknyi, hihető a' kissebb hézakok nem iljen méljek. Különös, hogy minden bogárkának, a' ki, és bejárásra két lyuka vagyon.

## Megjelenése
A kifejlett hím rovarok szárnya világosbarna, a nőstényeké szürkés színű. A legnagyobb európai kérész. A hím testhossza 2,5–3,5 cm, a nőstényé valamivel nagyobb 2,7–3,8 cm, potroha végén a fehér páros fartoldalékaival (cercus, farkserték: a hímé 6–8 cm, a nőstényé 3 cm hosszú) együtt 12 cm hosszú is lehet. A hosszú farkserték egyensúlyozó szervek, amelyek megkönnyítik a tiszavirág repülését és párzását. Végfonaluk viszont csökevényes. A nőstények jóval rövidebb farksertéi a gyorsabb repülést teszik lehetővé.
Kis fején rövid csápokat visel. Összetett szemeik és három pontszemük is jól fejlett.

## Életmódja

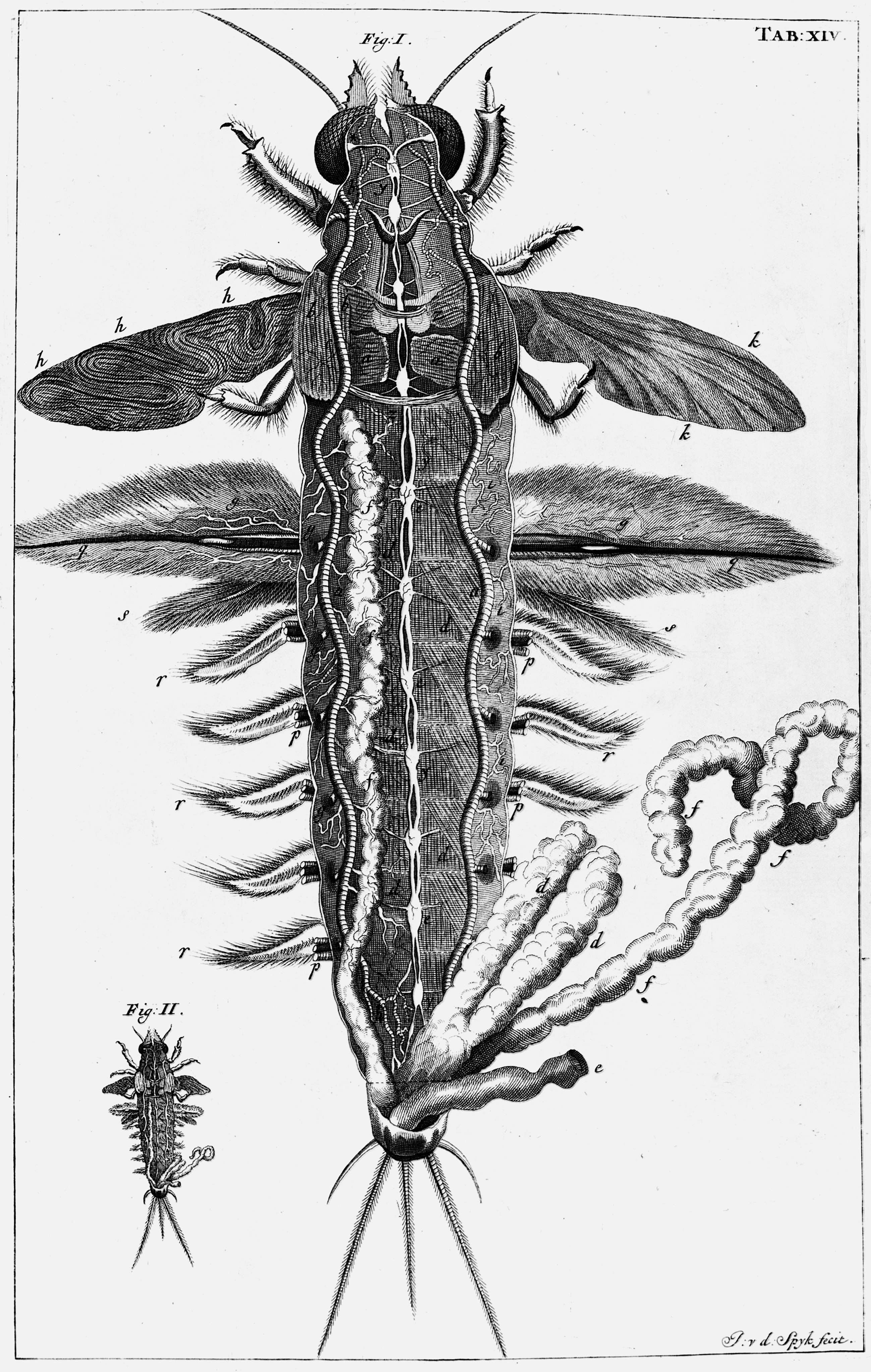
Illusztráció (Jan Swammerdam: A természet Bibliája, 1675)

A kérészek három évig lárvaállapotban nevelkednek a víz alatt, az agyagos partoldalba vájt üregeikben, ahol többnyire három nemzedék él együtt. Ez idő alatt kb. 15–25 alkalommal vedlenek. Kopoltyúlemezeikkel áramoltatják a vizet járataikban és kiszűrik a vízben lebegő szerves törmeléket (detritus), algákat, baktériumokat. A potrohuk oldalain vannak a lemez alakú tracheakopoltyúik. Fűrészes rágójuk, lapátszerű ásólábuk van. Kirepülés előtt a lárvák testhossza eléri a 4–5 cm-t.
A kérészek életciklusa a „pete-lárva (nimfa) / szubimágó / imágó” metamorfózisokon keresztül jut el végül a rajzásig.
Az átváltozás (hemimetabolia) a rovarok közül, csak a kérészekre jellemző egyedfejlődési forma, amiben kimarad a bábállapot, viszont megjelenik egy röpképes, de még nem ivarérett fejlődési alak, a szubimágó, amely egy újabb vedlés után alakul át ivarérett imágóvá. Ez az utolsó vedlés a nőstényeknél teljesen kimarad.
Minden évben egyszer, összehangolt módon, ugyanazon a napon a lárvák felbukkannak a folyó medréből és hirtelen átváltozva (5–10 perc) élik le pár órás felnőtt életüket. A tiszavirág lárva testfelépítésében a repülő izmok, az ivarszervek és egyéb redukciós jelenségek kivételével semmi lényeges változás nem történik. Az imágók rövid életük során nem táplálkoznak, szájszerveik csökevényesek.

## Szaporodása, azaz a „tiszavirágzás”

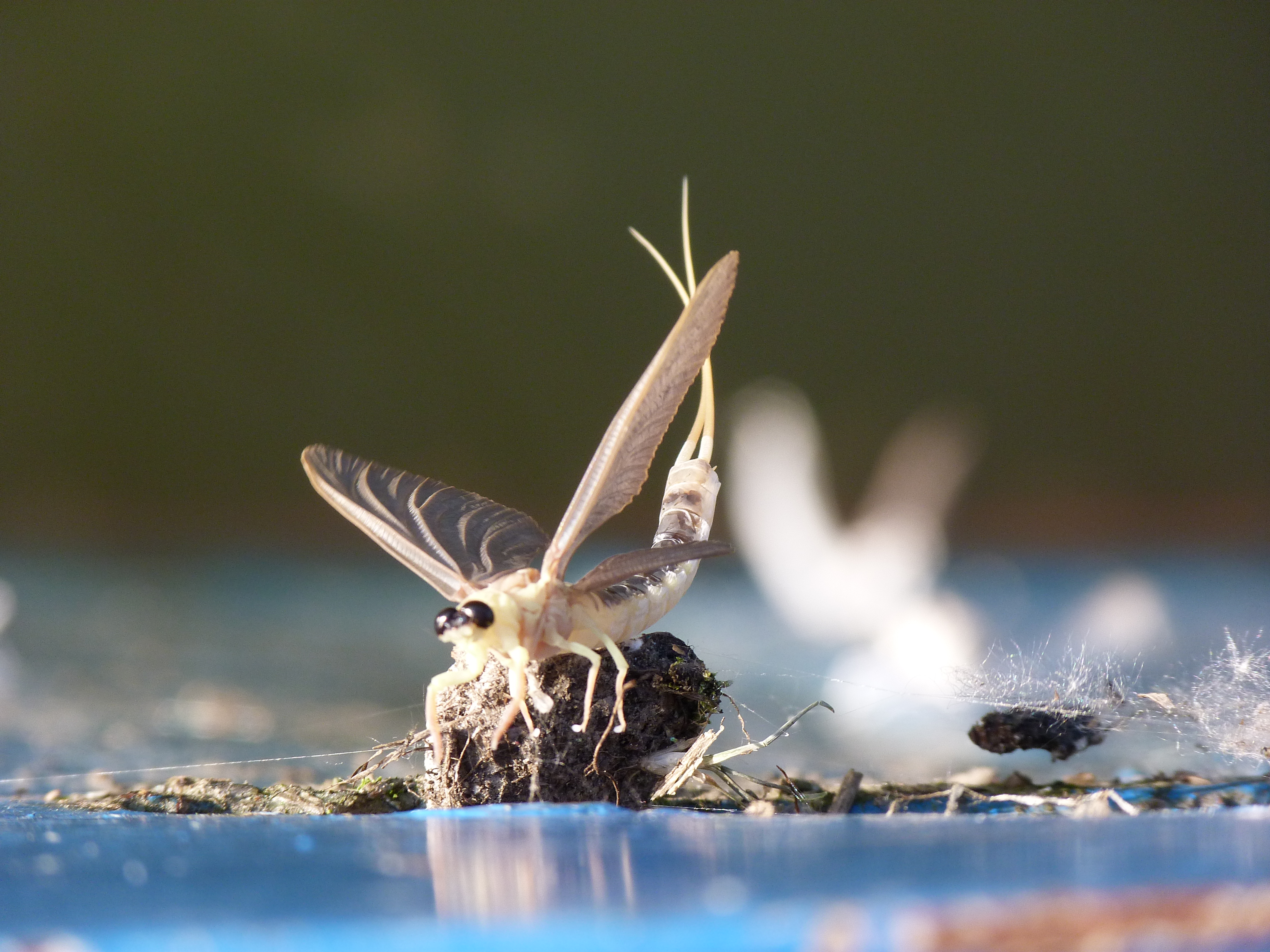
Tiszavirág imágó

Minden évben, ha a megfelelő hőmérsékleti viszonyok elérik a szükséges értéket, a kérészek megkezdik rajzásukat. Általában június közepétől a hónap végéig tart. A látványos természeti jelenség intenzitása évről évre változó. Elsőként 1726-ban Luigi Ferdinando Marsigli, olasz hadmérnök írta le, amikor Magyarországon járt.
A beszámolók szerint vannak napok és folyószakaszok, ahol „csak” néhány száz példány röpköd a víz felett, más időben és helyszínen viszont úgy tűnik, mintha a folyóra szőnyeget terítettek volna tiszavirágból. Három szakaszban történik a rajzás. Az előrajzás alkalmával csak százával repülnek az állatok. A leglátványosabb főrajzás során milliónyi kérész repül a víz felett. Az utórajzáskor már csak néhány tucatnyi röpképes imágóval találkozhat a megfigyelő. A tiszavirágzás az esti órákban kezdődik, és körülbelül három órán át tart, sokak számára egy emocionális élmény.

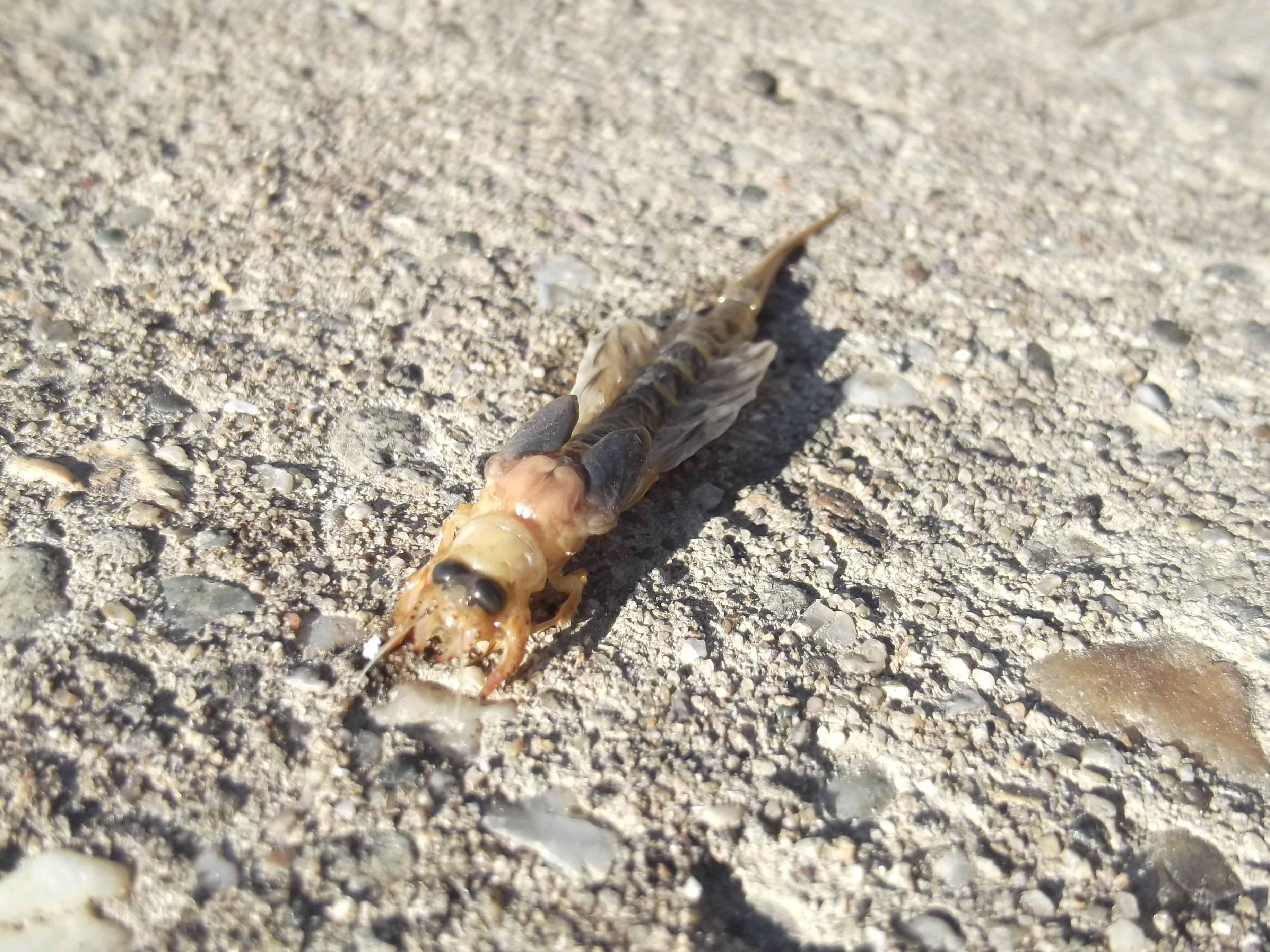
A tiszavirág szubimágója

A hímek a tömeges rajzás előtti utolsó lárvastádiumot követően egy nehezen repülő szubimágóvá válnak, amelyek a partra repülnek, vagy a vízből kiálló faágakra, a növények leveleire kapaszkodnak fel. Ekkor egy szárnyas, röpképes szubimágó alakul ki, amely azonban még nem szaporodóképes. A vízből így kikerült szubimágó néhány óra eltelte után, egy újabb vedlést követően válik csak imágóvá, amely már reprodukcióra és repülésre is képes felnőtt egyed. A nőstények kissé később jelennek meg a rajzás helyszínén, mint a hímek, és lárvaállapotukból egyből imágóvá alakulnak, vedlésüket követően azonnal párzóképesek. A hímek közvetlenül a vízfelszín felett repülve izgatottan keresik a nőstényeket, egyszerre akár tíz-húsz hím is ráveti magát egy-egy nőstényre, miközben gomolyaggá verődnek egy pillanatra. A nőstény köré gyűlt hímekkel ilyenkor alakul ki a virágra emlékeztető alakzat a Tisza víztükrén.
A kérészeknek páros párzószervük van. A párzószerv végén érzékszervek (virga és titillatorium) találhatók. Az ivarérett állatok rövid, vízfelszín feletti életük során nem táplálkoznak, bélcsatornájukat levegővel pumpálják fel, hogy könnyebben tudjanak repülni és a sikeres nászrepülést végrehajtani. Csapongva és ügyetlenül repülnek, és csak a párzásra összpontosítanak. Mivel a nőstényeknek a hímekhez képest nagyobb szárnyuk és testük van, farksertéik pedig rövidebbek, így gyorsabb repülésre képesek. A nem párosodott nőstény egyedek petéiből a partenogenezis természetes folyamataként csak nőstény egyedek fognak kifejlődni.
A hímek röviddel a párzás után elpusztulnak, a nőstények pedig a folyó felett repülve megkezdik a „kompenzációs” repülésüket, amelyet a végkimerülésig folytatnak. A „kompenzációs” repülés azt a célt szolgálja, hogy a vízbe kerülő megtermékenyült peték azon a helyen érjék el a meder fenekét, ahol korábban az éppen rajzó kérész generáció is sikeresen kifejlődhetett. A folyó felett 5–10 méteres magasságban repülnek a folyásiránnyal szemben, majd néhány kilométer után leereszkednek, és a víz felszínére rakják a megtermékenyített petéiket, majd ők is elpusztulnak, akár a hímek.
A peték lencsealakúak, fajsúlyuk a víznél nehezebb, ezért gyorsan lesüllyednek, az áramló víz elsodorja őket a nőstények származási telepeihez, majd ott a folyó fenekén beágyazódnak az agyagos mederbe. Miután a lárvák kikeltek a petékből, azok belefúrják magukat a partoldalba.
Rajzáskor a kérészek lárváit már a mederben, a vájataik szájánál békák várják türelmetlenül, de lesben állnak a ragadozó halak is. A vízfelszínre bukkanásukkor pedig a madarak lakomájává válnak sokan.  Mocsáry Sándor zoológus szerint a nagy harcsák is előjönnek rejtekhelyükről „a «Tisza virágzásakor» onnan rendesen kijönnek, hogy kedvencz eledeleikkel jóllakjanak. S talán ép e miatt hívja a nép «harcsaféreg»-nek is, főleg Győr megyében”. A párosodás után elpusztult imágók tetemei is hasznosulnak az ökológiai rendszer élőlényközössége számára.
Tavasszal a Tisza, mikor kivirágzik,

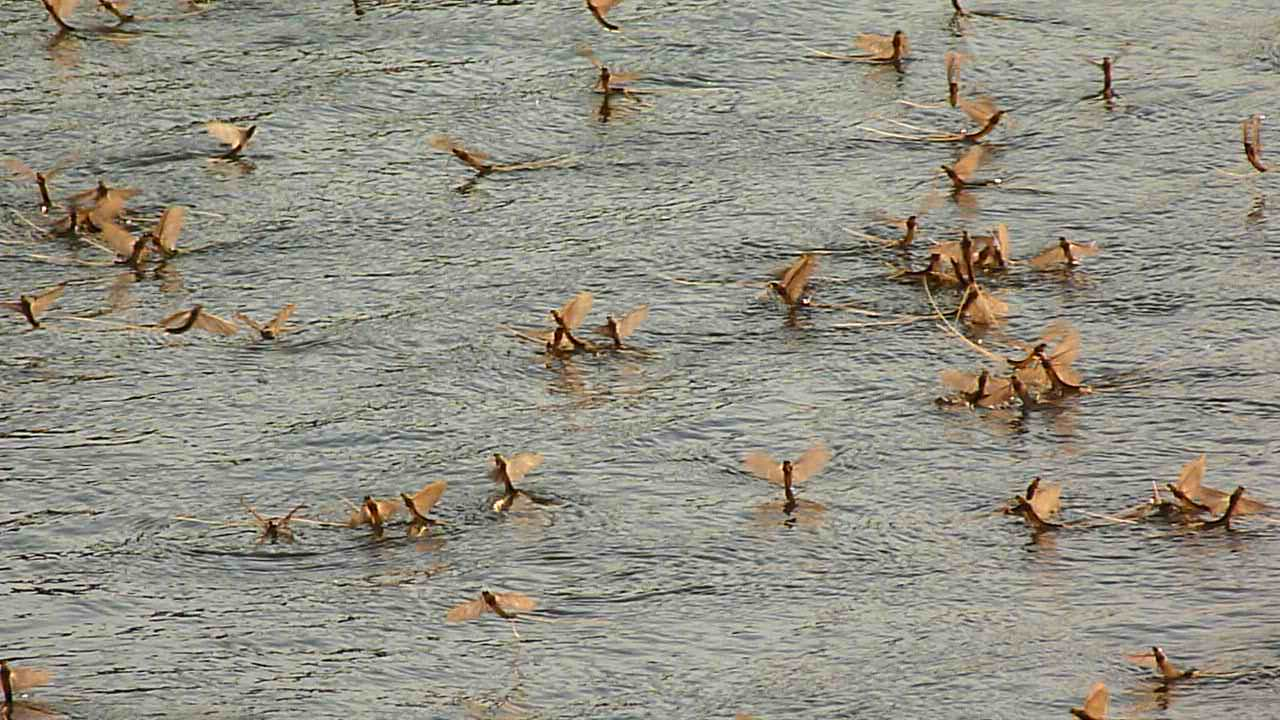
Tiszavirágzás

Tükre felett sok száz kérészlepke játszik.

De egy sem él odáig, míg olvasok százig.

Temető a Tisza, mikor kivirágzik.…

## A tiszavirág védelme
A Palingenia longicauda a Tisza folyó ökológiai rendszerének fontos kulcsfaja. Magyarországon a tiszavirág 1993 óta védett, az élőhelyére és minden alakjára (lárva, szubimágó, imágó, kifejlett rovar, elpusztult kérésztetem) kiterjed a védelem. A Tiszavirág és a „tiszavirágzás” bekerült  a hungarikumok közé, a Magyar Értéktár természeti környezet kategóriájának tételei közé választották.
A tiszavirág európai és világszinten is jelentős természeti örökségünk, bioindikátorként jelzik az alföldi folyók vízminőségének változását, ökológiai viszonyainak minőségét. A 2000-ben történt tiszai ciánszennyezés óriási károkat okozott a Tisza ökoszisztémájába bekerült, a hordalékban lerakódott nehézfémek miatt. Az ökoszisztéma állapotának egyik szimbolikus jelzője volt a tiszavirág túlélése.

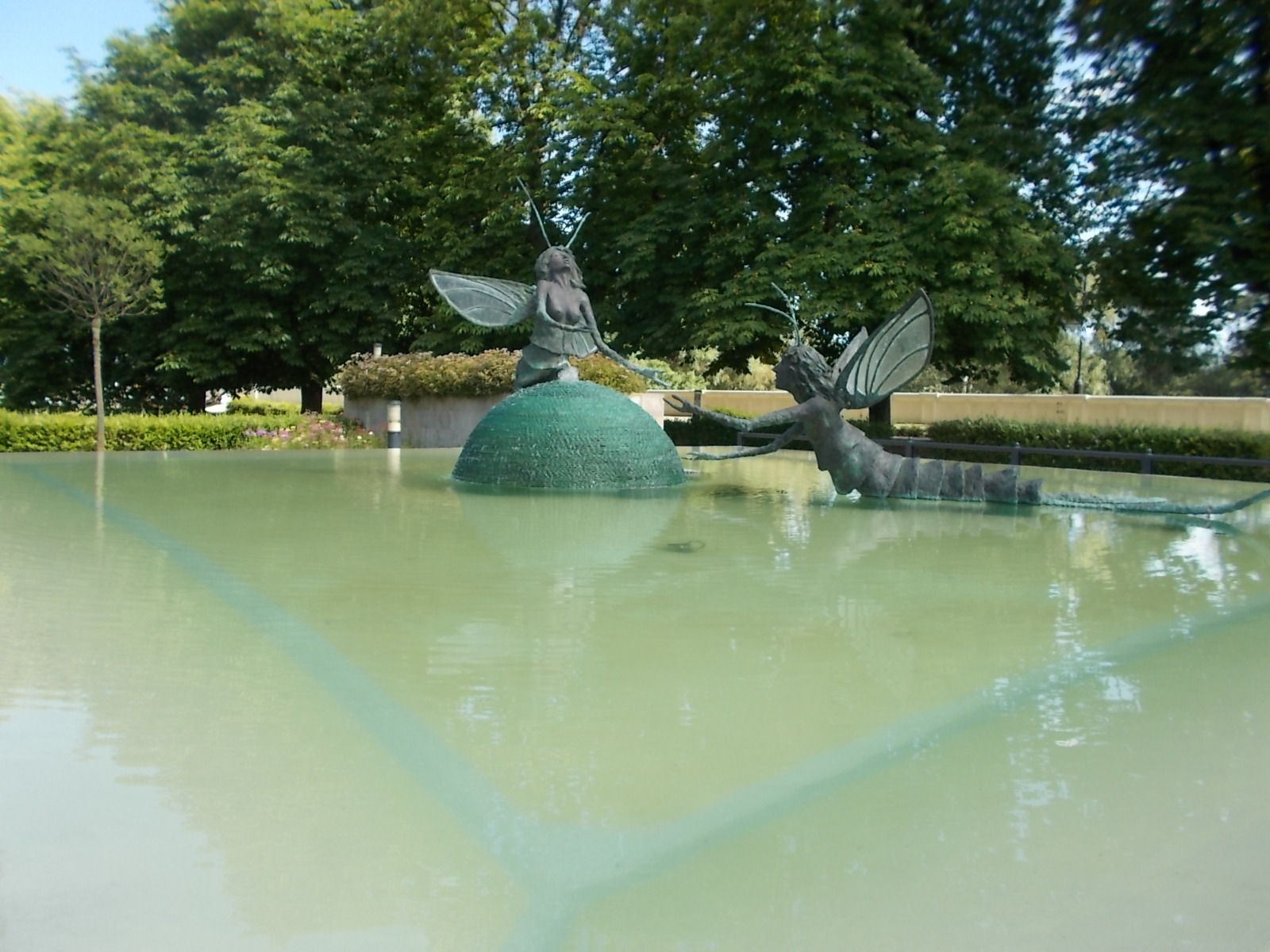
Kérészek násztáca, Varga Gábor alkotása Szolnok

A kérészek állományát a vízszennyezés mellett veszélyezteti a folyómeder kikövezése és sok egyéb emberi beavatkozás is, duzzasztás, mederrendezés, hídépítés. Egy a mesterséges létesítmények tiszavirág állományra gyakorolt hatását vizsgáló kutatás szerint, a Kisar és Tivadar közötti közúti híd következménye, a helyi hím-nőstény ivararány eltolódása. A kompenzációs repülést végző nőstényeket ugyanis a hidak megállítják és megzavarják. A híd hatására létrejövő kavargással jelentősen energiát veszítenek a táplálkozásra képtelen egyedek, és ezzel összefüggésben magyarázható az ottani hím-nőstény arány eltolódása a normálistól, ugyanis a meg nem termékenyített petékből csak nőstények fejlődnek ki (partenogenezis).
2006 és 2007 között egy magyar-német közös projekt célja a tiszavirág telepek rekolonizációja volt a Lippe és az Odera folyókba, ahová a jó vízminőség miatt a Dunavirág kérész (Ephoron virgo) már visszatelepült. A Tiszából történő mesterséges visszatelepítés azt eredményezheti, hogy az érzékenyebb Palingenia longicauda faj a Nyugat-Európai folyókban is újra megjelenik.
Korábban a halászok hagyományosan csaléteknek gyűjtötték a kérészlárvákat nemcsak a rajzáskor gyűjtötték az elpusztult imágókat. Vaslemezből készült bogárszedő vagy féregszedő bödönnel (báger, lásd az idézetben) gyűjtötték a lárvákat a Tiszán.  A horgászok kedvelt csaliját, volt hogy, markoló géppel is gyűjtötték a szakadó partok anyagából.
A féregszedő döbön …egy kivájt tuskó, mely 3 méteres nyélre van alkalmazva s mindennemű horogra való csalinak szedésére szolgál; leginkább azonban az úgynevezett harcsaféregnek - a Palingeniák álczájának - a folyó iszapos fenekéből való szedésére van megszerkesztve. A halász felkeresi a folyó alkalmatos helyeit, a melyeket tapasztalásból, vagy hagyomány révén ismer s ladikján állva, egész erővel a víz fenekébe nyomja a szerszám kivájt fejét, a melybe azután, igen természetesen, az iszap s a benne élő féreg is beszorúl.
Ma már tilos a védett kérészek elpusztítása, az élő és az elhullott kérészek gyűjtése is. Engedély szükséges a védett állatfaj egyedeinek gyűjtéséhez, befogásához, elejtéséhez, birtokban tartásához. Aki jogellenesen elpusztítja, természetvédelmi szabálysértést követ el, amely jelenleg 150 ezer forintig terjedő pénzbírsággal sújtható. Természetkárosítás bűncselekmény a rajzásba motorcsónakkal szándékosan belehajtani, amely jelentősen megzavarja és elpusztítja a násztáncukat végző védett kérészeket. A Tiszai Vízi Rendészeti Rendőrkapitányság - a társhatóságokkal együttműködve a rajzás idején,  a természetvédelmi őrökkel, a polgárőrség vízi tagozatával és a halászati őrökkel közösen - fokozottan és rendszeresen ellenőrzik a Tiszát és mellékfolyóit.